# Huenia grandidierii
Huenia grandidierii is een krabbensoort uit de familie van de Epialtidae. De wetenschappelijke naam van de soort werd in 1865 voor het eerst geldig gepubliceerd door Alphonse Milne-Edwards.